# Liste der Wappen im Landkreis Altötting
Die Liste der Wappen im Landkreis Altötting zeigt die Wappen der Gemeinden im bayerischen Landkreis Altötting.

## Landkreis Altötting

Landkreis Altötting Gespalten; vorne in Blau das silberne Oktogon der Altöttinger Gnadenkapelle, darüber schwebend eine goldene Marienkrone; hinten die bayerischen Rauten.
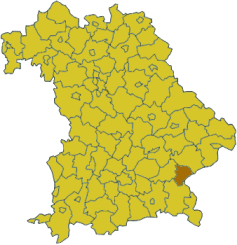
Lage des Landkreises Altötting in Bayern
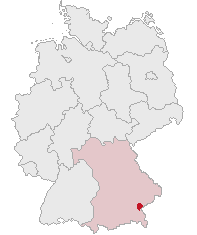
Lage des Landkreises Altötting in Deutschland

## Wappen der Städte, Märkte und Gemeinden

Stadt Altötting In Gold auf silbernem Sockel stehend eine golden gekrönte und silbern nimbierte Madonna in rotem Gewand und silbernem, innen blauem Mantel, auf dem rechten Arm das rot gewandete, einen goldenen Apfel haltende, silbern nimbierte Kind; in der Linken ein goldenes Lilienzepter.
Stadt Burghausen In Rot auf grünem Dreiberg eine silberne Burg mit geöffnetem goldenen Tor. Drei Türme, von denen der mittlere höher und breiter ist; die Dächer sind golden.
Gemeinde Burgkirchen a.d.Alz In Blau eine silberne Retorte auf goldenem Dreibein, darüber waagrecht schwebend ein goldenes Sensenblatt.
Gemeinde Emmerting Unter rotem Schildhaupt mit silbernem Pfahl, gespalten von Blau und Silber, vorne aus silbernem Wellenschildfuß wachsend eine silberne Brücke, hinten ein grünes Eichenblatt mit einer Eichel.
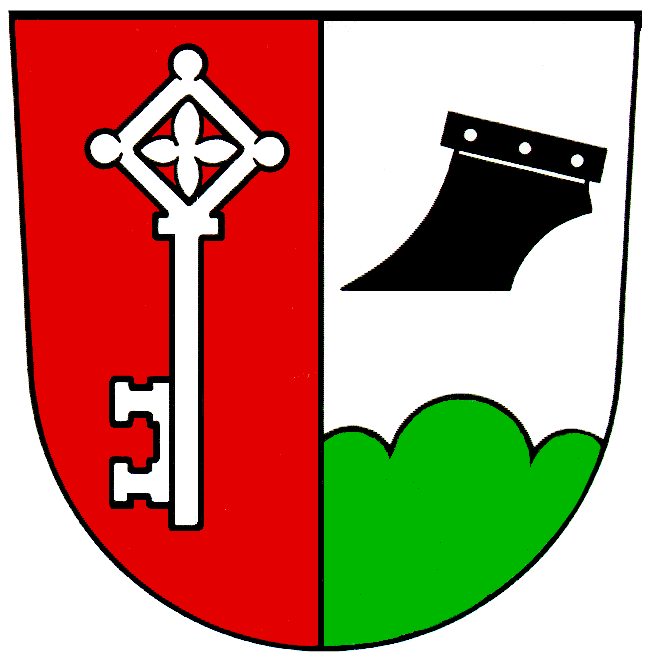
Gemeinde Erlbach Gespalten von Rot und Silber, vorne ein senkrecht stehender silberner Schlüssel, hinten über grünem Dreiberg eine schwarze Pflugschar.
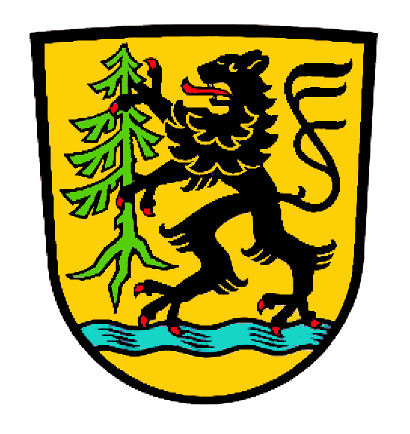
Gemeinde Feichten a.d.Alz In Gold auf gesenktem Wellenbalken stehend ein rot bewehrter schwarzer Löwe, der eine bewurzelte Fichte in den Vorderpranken hält.
Gemeinde Garching a.d.Alz In oben rotem, unten blauem Schild eine durchgehende silberne Brücke, über deren Mitte ein silbernes Brückenkreuz steht.
Gemeinde Haiming In Gold über einem gesenkten blauen Wellengöpel ein rot gezungter schwarzer Bärenrumpf, der in der Vordertatze eine schwarze Hellebarde hält.
Gemeinde Halsbach Unter von Rot und Silber in zwei Reihen geschachtem Schildhaupt gespalten von Silber und Blau; über einem gesenkten Wellenbalken in verwechselten Farben vorne eine blaue heraldische Lilie, hinten ein nach links gewandter silberner Pferdekopf.
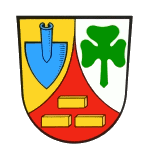
Gemeinde Kastl Durch eine eingeschweifte rote Spitze, darin drei 1 zu 2 gestellte goldene Ziegelsteine, gespalten von Gold und Silber; vorne ein blaues Spatenblatt, hinten ein grünes Kleeblatt.
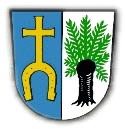
Gemeinde Kirchweidach Gespalten von Blau und Silber; vorne ein nach unten geöffnetes goldenes Hufeisen, aus dem ein goldenes Kreuz wächst, hinten eine schwarze Weide mit grünen Zweigen.
Marktl Marktl Unter Schildhaupt mit den bayerischen Rauten in Silber ein schwarzer Schiffshaken, der unten mit einem gekürzten goldenen Balken überdeckt ist.
Gemeinde Mehring Schräglinks geteilt von Silber und Rot; oben ein schwarzer Mohrenkopf mit roter Kopfbedeckung, unten ein silberner Gänserumpf, der einen goldenen Bischofsstab im Schnabel hält.
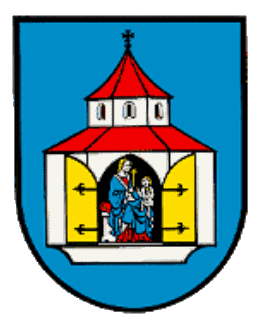
Stadt Neuötting In Blau eine achteckige silberne Kapelle mit breitem Unterbau und schmälerem Obergeschoss und rotem Zeltdach; im offenen Tor mit goldenen Flügeln sitzend die gekrönte heilige Maria mit blau gefüttertem silbernen Mantel und rotem Kleid, auf dem linken Arm das nimbierte nackte Kind.
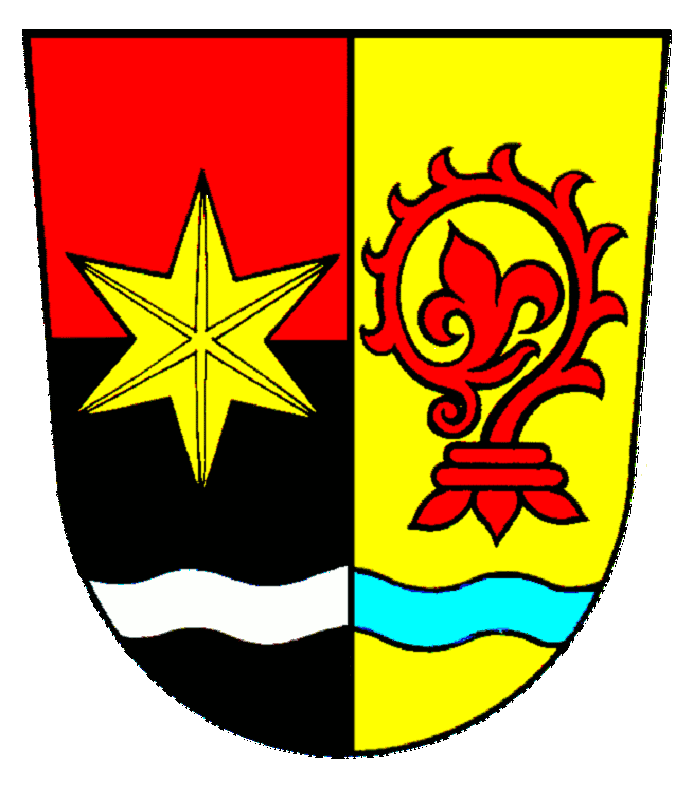
Gemeinde Perach Gespalten, unten belegt mit einem von Silber und Blau gespaltenen Wellenbalken; vorne geteilt von Rot und Schwarz mit einem aufgelegten sechsstrahligen goldenen Stern, hinten in Gold die rote Krümme eines Abtstabes.
Gemeinde Pleiskirchen Über goldenem Schildfuß mit grünem Pfahl, der mit einer goldenen Mitra belegt ist, in Rot ein silberner Pfahl, darin unter einer grünen heraldischen Lilie ein grünes Lindenblatt.
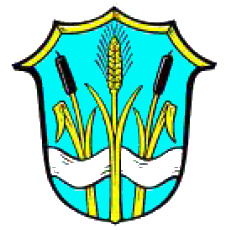
Gemeinde Reischach In Blau ein über einen silbernen Querbach gelegter aufrecht stehender goldener Getreidehalm mit goldener Ähre, den beiderseits dem Querbach unterlegte goldene Binsen mit schwarzen Kolben begleiten.
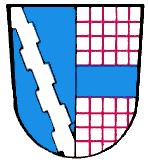
Gemeinde Stammham Gespalten von Blau und Silber; vorne ein gegenästiger silberner Schrägbalken, hinten ein rotes Gitter, belegt mit einem blauen Balken.
Gemeinde Teising Schräg geteilt von Blau und Silber; oben eine goldene heraldische Lilie, unten drei blaue Pfähle.
Stadt Töging a.Inn In Silber zwischen zwei aus blauen Wellen auf zuckenden roten Blitzen ein gesenktes grünes Bronzeschwert.
Gemeinde Tüßling In Silber eine rote heraldische Rose an beblättertem grünen Zweig.
Gemeinde Tyrlaching Unter rotem Schildhaupt in Silber zwei gekreuzte schwarze Schlüssel.
Gemeinde Unterneukirchen In Blau ein goldenes Zahnrad, das im unteren Drittel mit einer aufsteigenden, gekürzten silbernen Spitze, darin ein grünes Kleeblatt, belegt ist.
Gemeinde Winhöring Unter einem silbernen Schildhaupt, darin nebeneinander drei rote heraldische Rosen mit goldenen Butzen, in Blau über einem aus dem unteren Schildrand wachsenden halben silbernen Zahnrad ein silberner Winkel, beiderseits begleitet von einer goldenen Ähre.

## Ehemalige Gemeinden mit eigenem Wappen

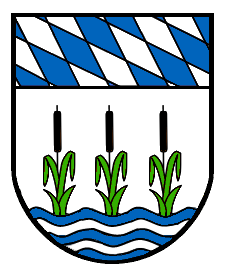
Gemeinde Mörmoosen In Silber aus blauen Wellen wachsend drei beblätterte grüne Rohrstengel mit schwarzen Kolben.
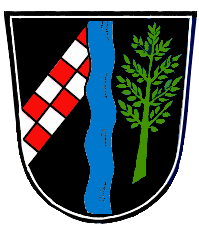
Gemeinde Raitenhaslach
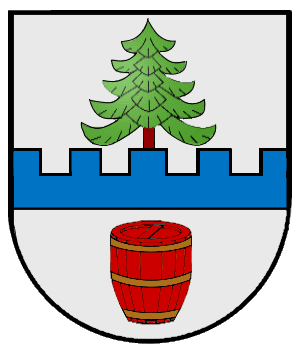
Gemeinde Unterburgkirchen In Silber ein oben gezinnter blauer Balken, aus dem ein breiter grüner Nadelbaum wächst, darunter ein rotes Salzfass.